# Tiếng Karachay-Balkar
Tiếng Karachay-Balkar (къарачай-малкъар тил, qaraçay-malqar til  hay таулу тил, tawlu til, Kabardia: къарачайббэ) là một ngôn ngữ Turk được nói bởi người Karachay và người Balkar ở Kabardino-Balkaria và Karachay-Cherkessia, Nga thuộc châu Âu, cũng như bởi dân nhập cư ở tỉnh Afyonkarahisar, Thổ Nhĩ Kỳ. Nó được chia thành hai phương ngữ: Karachay-Baksan-Chegem, phát âm hai âm vị là /tʃ/ và /dʒ/, và Malkar, phát âm các âm vị tương ứng là /ts/ và /z/. Ngôn ngữ viết Karachay-Balkar hiện đại dựa trên phương ngữ Karachay-Baksan-Chegem. Ngôn ngữ này có liên quan chặt chẽ với tiếng Kumyk.

## Chữ viết
Trong lịch sử, bảng chữ cái Ả Rập được sử dụng bởi các nhà văn đời đầu cho đến năm 1924. Các bản thảo viết tay của nhà thơ Balkar Kazim Mechiev và những ví dụ khác về văn học khác được lưu giữ cho đến ngày nay. Những cuốn sách in đầu tiên bằng ngôn ngữ Karachay-Balkar đã được xuất bản vào đầu thế kỷ 20.
Sau Cách mạng Tháng Mười như là một phần của chiến dịch Latinh hóa của nhà nước, các nhà giáo dục Balkar và Karachay đã phát triển một bảng chữ cái mới dựa trên hệ chữ Latinh. Vào những năm 1930, chính sách của Liên Xô được sửa đổi và quá trình Kirin hóa các ngôn ngữ của các dân tộc Liên Xô được bắt đầu. Năm 1937-38, bảng chữ cái mới dựa trên hệ chữ Kirin đã chính thức được thông qua.

### Bảng chữ cái
Bảng chữ cái Karachay-Balkar Kirin hiện đại:
| А а /a/     | Б б /b/  | В в /v/   | Г г /g/  | Гъ гъ       | Д д /d/  | Дж дж /dʒ/ | Е е /je/ |
| Ё ё /ø, jo/ | Ж ж* /ʒ/ | З з /z/   | И и /i/  | Й й /j/     | К к /k/  | Къ къ /q/  | Л л /l/  |
| М м /m/     | Н н /n/  | Нг нг /ŋ/ | О о /o/  | П п /p/     | Р р /r/  | С с /s/    | Т т /t/  |
| У у /u, w/  | Ф ф* /f/ | Х х /x/   | Ц ц /ts/ | Ч ч /tʃ/    | Ш ш /ʃ/  | Щ щ        |          |
| ъ           | Ы ы /ɯ/  | ь         | Э э /e/  | Ю ю /y, ju/ | Я я /ja/ |            |          |

* Không tìm thấy trong từ vựng bản địa
Bảng chữ cái Karachay-Balkar Latinh:
| A a | B в | C c | Ç ç | D d | E e | F f | G g |
| Ƣ ƣ | I i | J j | K k | Q q | L l | M m | N n |
| N̡ n̡ | O o | Ө ө | P p | R r | S s | Ş ş | T t |
| Ь ь | U u | V v | Y y | X x | Z z | Ƶ ƶ |     |

## Từ mượn
Từ mượn từ tiếng Ossetia, Kabardia, Ả Rập và Ba Tư khá nhiều.